# Kristus pantokrators kyrka
Kristus pantokrators kyrka, (bulgariska: Църквата Христос Пантократор/Tsarkvata Hristos Pantokrator) eller Jesus Kristus pantokrators kyrka, (Църква Исус Христос Пантократор/Tsarkva Isus Hristos Pantokrator) är en bysantinsk/medeltida bulgarisk-ortodox kyrkobyggnad belägen i staden Nesebăr, i kommunen Nesebăr i regionen Burgas, i östra Bulgarien.
Kyrkan är helgad åt Jesus Kristus pantokrator och tillhör Slivens stift. Den är även en av de bästa bevarade medeltida kyrkorna i Bulgarien.

## Historik
Kristus pantokrators kyrka byggdes någonstans mellan 1200 och 1300-talet.
Idag (november 2020) är kyrkan ett monument och används som en konsthall.

## Kyrkan
- Kyrkan är byggd i bysantinsk stil och har två ingångar: en på den västra och en på den södra sidan. På den östra sidan finns en absid.[2]

- Kyrkan är byggd i tegel och stenar och dess bas är 16 x 6,90 m.[1][2]

## Bilder

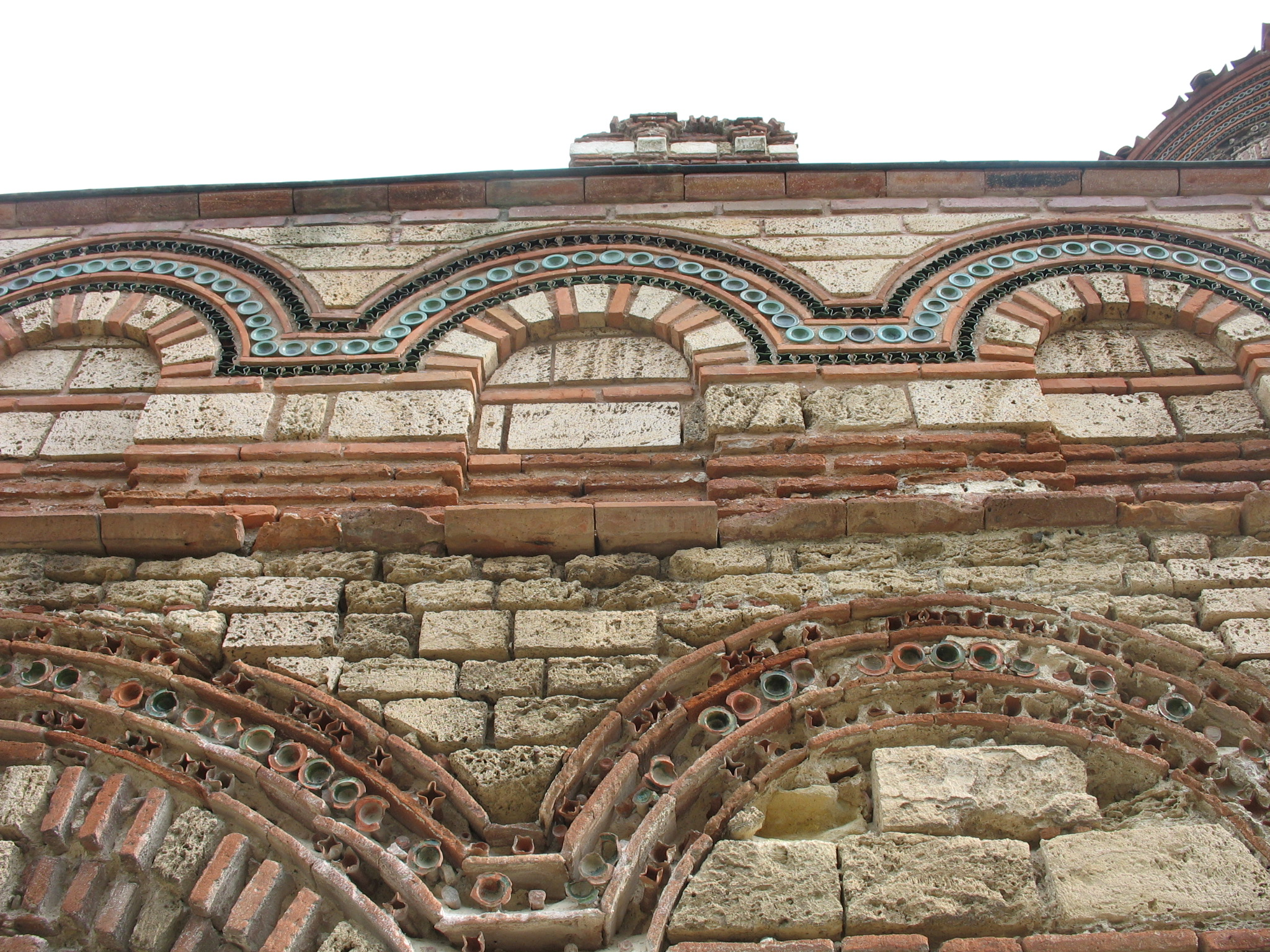
Närmare bild på exteriören/fasaden.
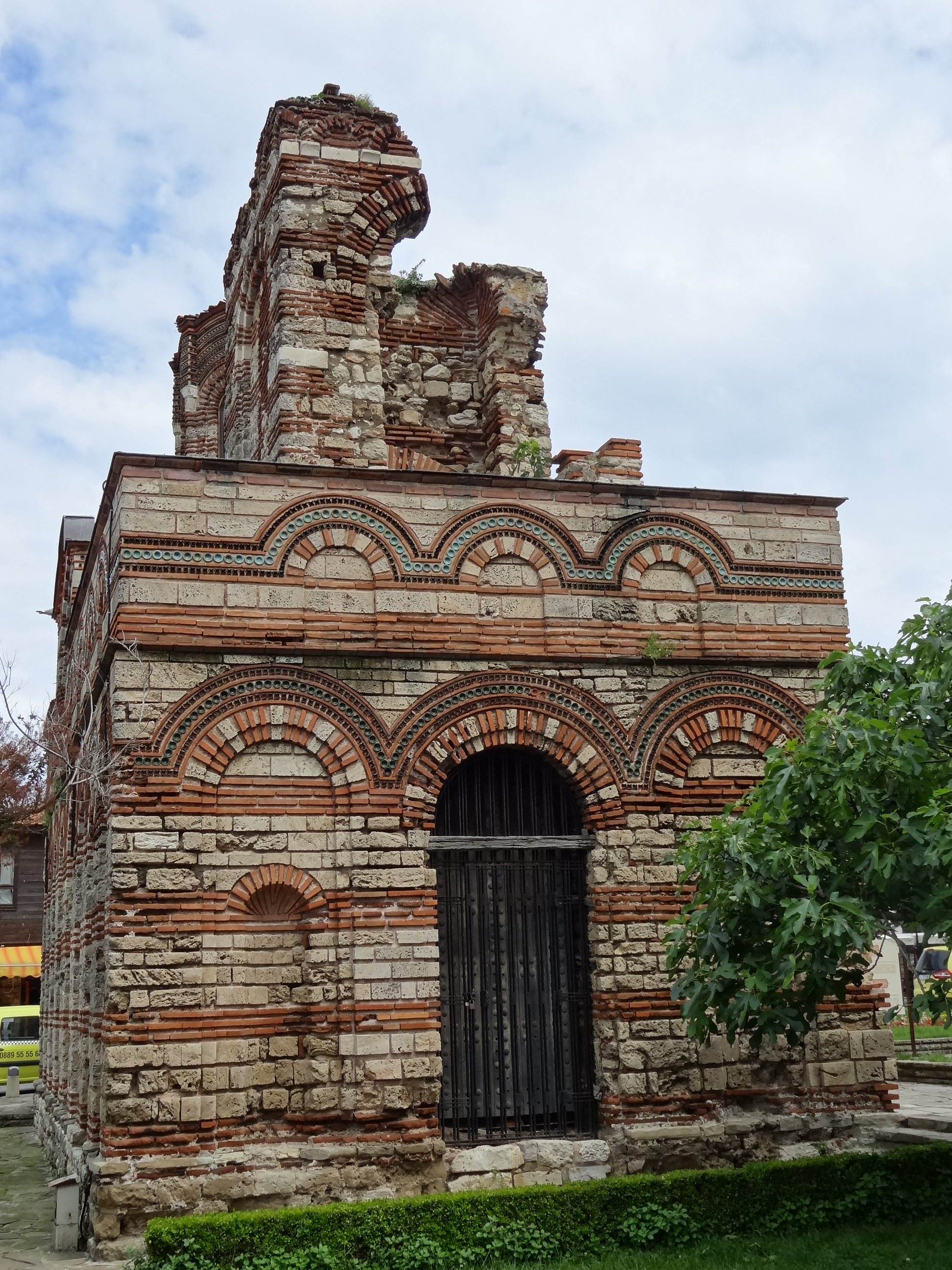
Framsidan
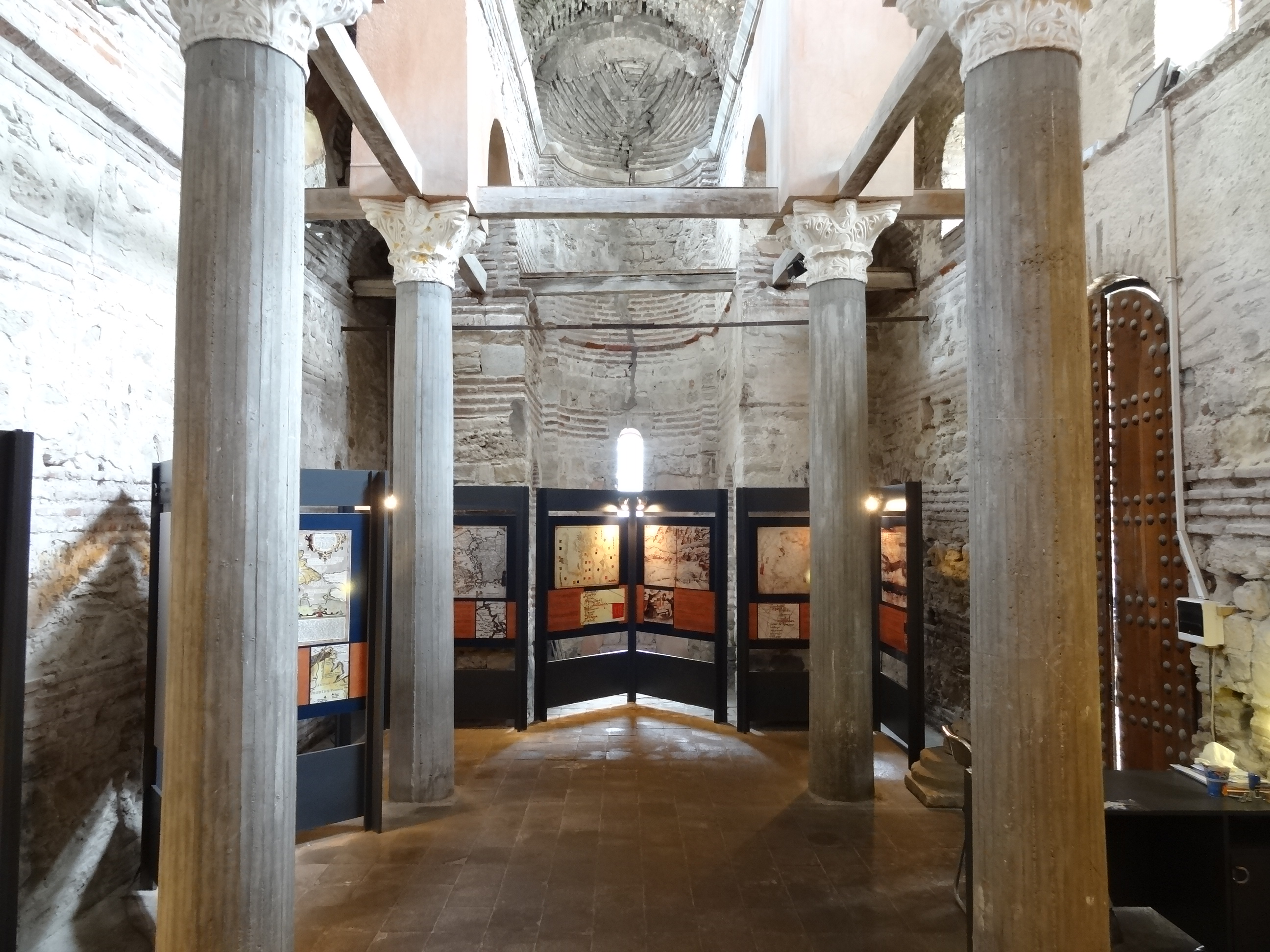
Kyrkans interiör mot där ikonostasen stod.
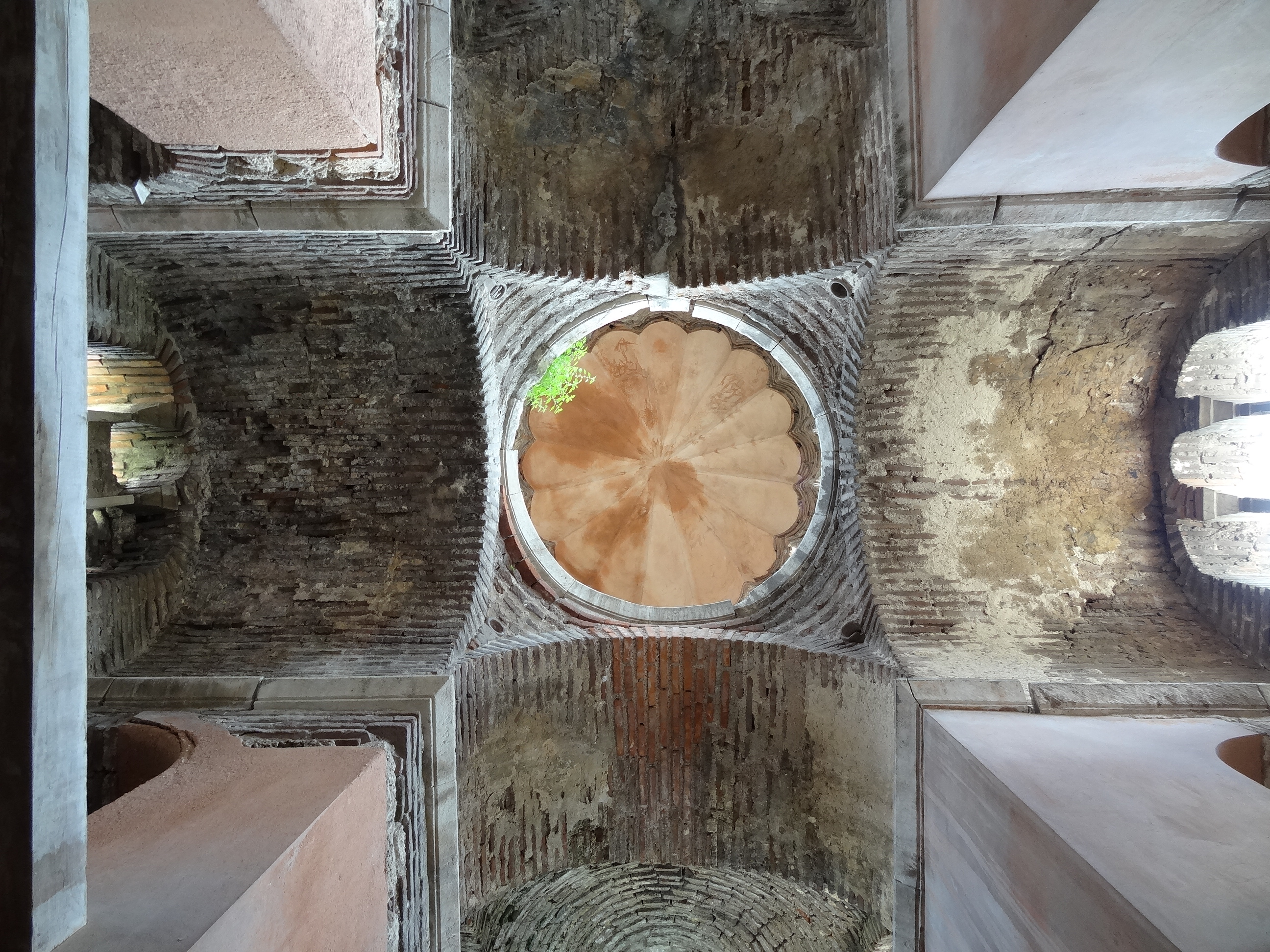
Kupolen inifrån.
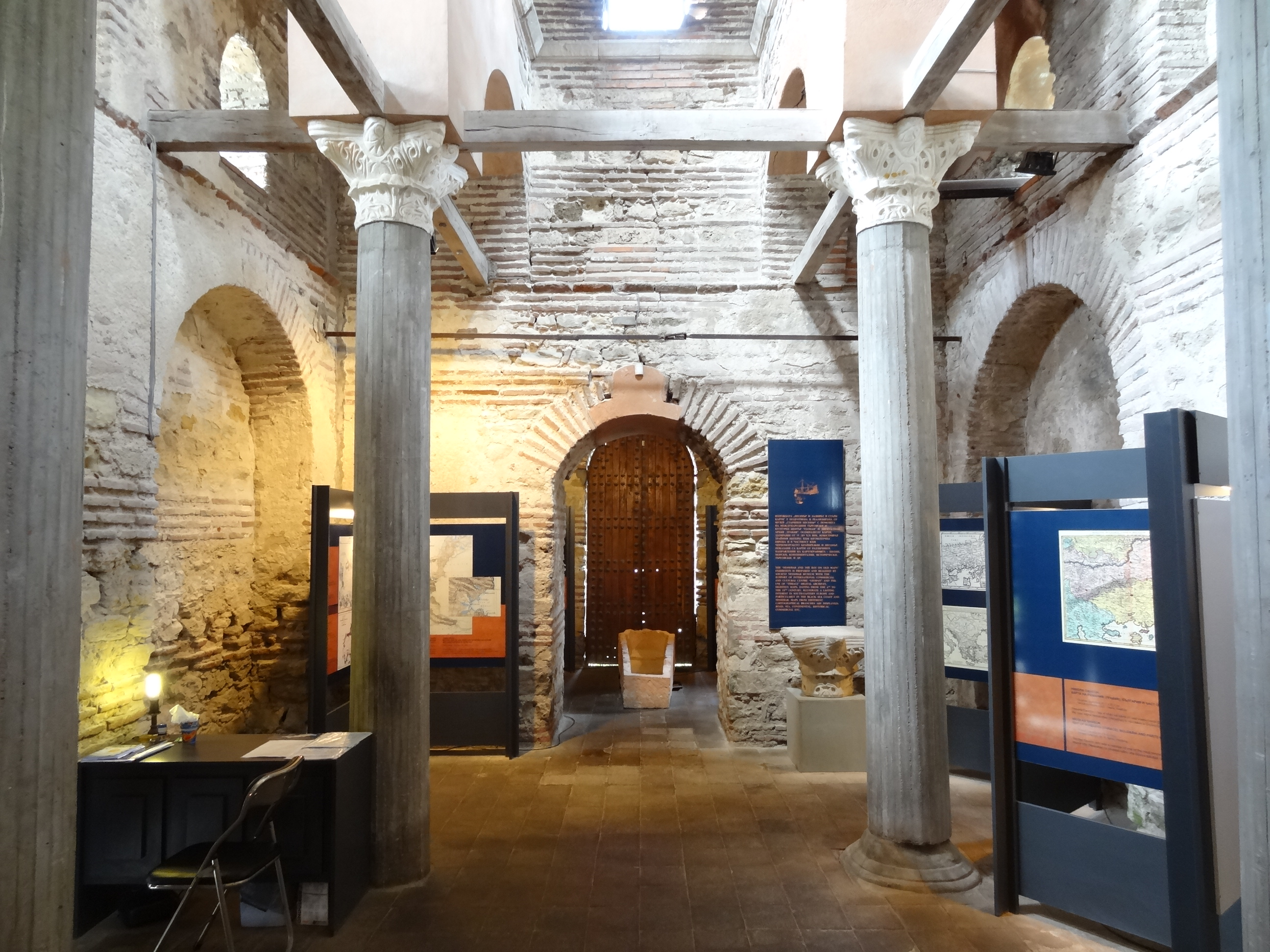
Interiören mot ingången.
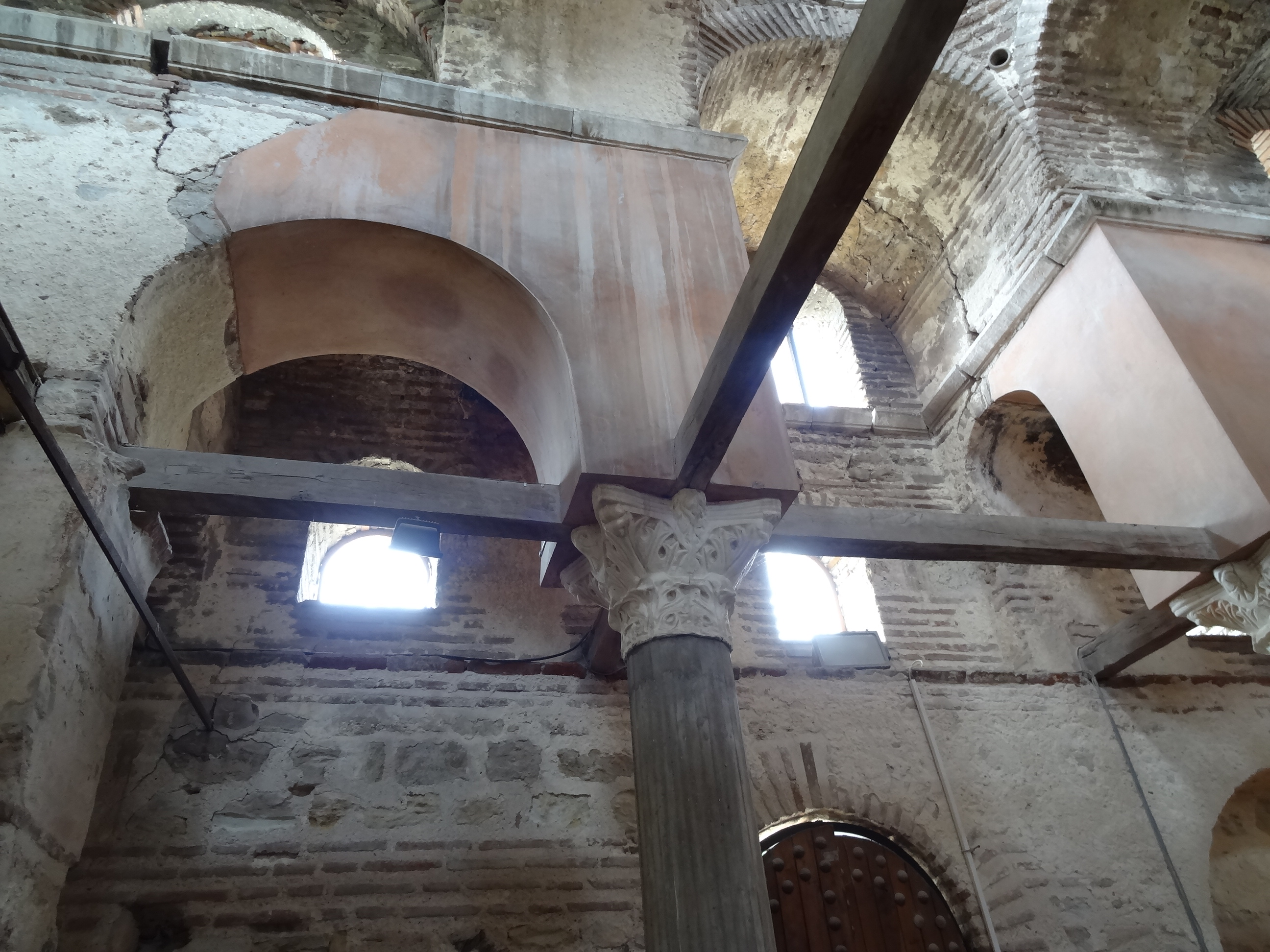
Interiör